# Гюнгёрен
Гюнгёрен (тур. Güngören) — район провинции Стамбул (Турция), часть города Стамбул.

## История
В древности здесь находилась греческая деревушка Видос. Во времена Османской империи здесь были охотничьи угодья султана Османа II.
В 1936 году греческое название Видос было заменено на турецкое Гюнгёрен.